# Culture de Guadone
La culture de Guadone correspond à la seconde culture néolithique du sud de l'Italie. Elle tient son nom du site de Guadone dans la banlieue de San Severo dans le nord des Pouilles,.
Comme beaucoup de "cultures" de la fin de la Préhistoire, elle est définie uniquement par la forme et les décors des poteries.
Certains chercheurs préfèrent même la désigner comme un "faciès" plutôt que comme une "culture" car dans les sites où la céramique de ce style apparaît, elle voisine très souvent avec des céramiques d'autres styles.

## Chronologie et répartition géographique
Cette culture se développe à partir de 5800 av. J.-C. et se prolonge jusque vers 5300 av. J.-C.,. Elle apparaît donc avant la fin de la culture de la céramique imprimée dont elle est probablement issue.
Elle est attestée dans la majeure partie de l'Italie du sud, notamment dans le Tavoliere, plaine alors très fertile. On la retrouve jusqu'en Campanie. Elle est ponctuellement attestée jusque dans les régions orientales de la mer Adriatique,,.

## Mode de vie
Les communautés préhistoriques vivent essentiellement de l'agriculture et de l'élevage. La chasse a un rôle marginal.
Les chèvres et les moutons sont les espèces domestiques les plus fréquentes. Les bovins et les porcs sont attestés. Le chien est présent mais est marginal.
Les céréales cultivées sont assez variées : on retrouve de l'orge, du blé, du froment. Plusieurs légumineuses sont cultivées, notamment les lentilles et les fèves.
Au-delà de ces activités de subsistance, des activités artisanales sont attestées par exemple pour la réalisation de l'outillage en roche taillée ou de la céramique.

## Occupation du territoire et habitat
Les villages sont fondés d'abord en fonction de la disponibilité des terres agricoles. À partir de cette période, le peuplement du Tavoliere et de la région de Matera s'accroît très fortement. Les sites côtiers sont également nombreux.
Les villages, d'abord constitués de quelques habitations, grandissent progressivement.
Dans le Tavoliere et dans le Materano les villages sont entourés de fossés circulaires qui peuvent atteindre plusieurs mètres de long et de large. De ce fait, ils sont définis comme des "villages fossoyés". À l'intérieur de ces villages, apparaissent également souvent des petits fossés en forme de C qui ceinturent parfois des structures d'habitation ou de stockage.
Les grottes sont fréquentées de manière ponctuelle.

## Productions matérielles

### Céramique
La forme et les décors des poteries présentent de fortes analogies avec celles des poteries de la culture de la céramique imprimée. 
Les décors sont là encore réalisés par impression sur la pâte des vases avant leur cuisson. À la différence de cette dernière, ces décors sont cependant limités à certaines parties du vase et sont organisés en bandes et triangles. Les poteries sont également nettement plus soignées dans leur réalisation, la pâte est plus fine, les surfaces sont polies.
Les types de vases sont assez variés. On retrouve des bols, des écuelles et des gobelets. Des rythons ont également été identifiés dans de rares sites.
À côté de cette céramique de grande qualité, on trouve une céramique plus grossière.

### Outillage en roche taillée
Les outils en roche taillée sont essentiellement réalisés dans des roches de provenance locale qui sont débitées avec des techniques simples. Au moins dès cette période, des éléments dans d'autres matières premières sont distribués sur des distances importantes, notamment le silex du Gargano et l'obsidienne de Lipari et de Palmarola.
Le silex du Gargano, exploité sous forme de mines avec des galeries et des chambres souterraines,, est distribué sur une partie de l'Italie du sud. Il est débité sous la forme de lames par pression debout et par pression au levier,.
L'obsidienne de Palmarola et de Lipari parvient également de manière marginale dans ces sites et est débitée sous forme de petites lamelles par pression,,.

### Outillage en os
Les outils en os sont nombreux et assez variés. On retrouve des spatules, des poinçons, des plaques perforées, des petits outils à bord dentelé.

### Outillage en pierre polie
Les haches polies sont attestées dans beaucoup de sites mais demeurent relativement rares.

## Pratiques funéraires et rituelles
De rares sépultures sont connues pour cette culture. Les individus inhumés sont déposés recroquevillés dans des fosses en pleine terre.

## Sites principaux
- Guadone (Pouilles)
- Rendina (Pouilles)
- Campo dei Fiori (Passo di Corvo, Pouilles)
- Monte Aquilone (Pouilles)
- Ripa Tetta (Pouilles)
- Olivento (Pouilles)
- Marcianese (Abruzzes)
- Torente Cervaro (Campanie)[15]
- La Starza (Campanie)